# Aiken Glacier
Aiken Glacier är en glaciär i Antarktis. Den ligger i Östantarktis. Nya Zeeland gör anspråk på området. Aiken Glacier ligger 554 meter över havet.
Glaciären ligger vid norra sidan av Kukri Hills mellan Von Guerard Glacier och Wales Glacier i Viktorias land. Vid Aiken Glacier börjar vattendraget Aiken Creek.
Glaciären och vattendraget är uppkallade efter den amerikanska geologen George Richard Aiken. Han var mellan 1987 och 1991 för United States Geological Survey i regionen.